# Brian Keirstead
Brian Keirstead est un homme politique canadien, il est élu à l'Assemblée législative du Nouveau-Brunswick lors de l'élection provinciale de 2014. Il représente la circonscription d'Albert pour le Parti progressiste-conservateur du Nouveau-Brunswick.